# Paola Severino
Paola Severino Di Benedetto (ur. 22 października 1948 w Neapolu) – włoska prawniczka i nauczyciel akademicki, od 2011 do 2013 minister sprawiedliwości w rządzie Mario Montiego.

## Życiorys
W 1971 ukończyła studia prawnicze na Uniwersytecie Rzymskim – La Sapienza. Podjęła pracę w zawodzie wykładowcy nauk prawnych. Od 1987 była profesorem tymczasowym, w 1995 uzyskała nominację na profesora zwyczajnego. W 1990 powołana na profesora prawa karnego na uniwersytecie Uniwersytecie Luiss-Guido Carli w Rzymie. Od maja 2003 do maja 2006 pełniła funkcję dziekana wydziału prawa, następnie została prorektorem tej uczelni. Wykładała także na Uniwersytecie w Perugii.
W 1975 zaczęła także prowadzić praktykę adwokacką w ramach rzymskiej palestry, prowadziła doradztwo prawne na rzecz banków, przedsiębiorców i organizacji pozarządowych. W latach 1997–2001 była wiceprezesem rady sądownictwa wojskowego (Consiglio della Magistratura Militare). 16 listopada 2011 objęła urząd ministra sprawiedliwości w rządzie, na czele którego stanął Mario Monti. Sprawowała go do 28 kwietnia 2013.
W 2016 powołana na rektora Uniwersytetu Luiss-Guido Carli w Rzymie.
Przez lata cierpiała na schorzenie ręki, które doprowadziło do amputacji ramienia.